# Phialacanthus major
Phialacanthus major är en akantusväxtart som beskrevs av C. B. Cl.. Phialacanthus major ingår i släktet Phialacanthus och familjen akantusväxter. Inga underarter finns listade i Catalogue of Life.